# Medaliści mistrzostw świata w kolarstwie torowym – wyścig indywidualny na dochodzenie amatorów
Pełna lista medalistów mistrzostw świata w kolarstwie torowym w wyścigu indywidualnym na dochodzenie amatorów.

## Medaliści
| Rok i miejsce         | Złoto                   | Srebro              | Brąz               |
| --------------------- | ----------------------- | ------------------- | ------------------ |
| 1946 Zurych           | Roger Rioland           | Børge Gissel        | Halle Janemar      |
| 1947 Paryż            | Arnaldo Benfenati       | Atilio François     | Knud Andersen      |
| 1948 Amsterdam        | Guido Messina           | Sidney Patterson    | Charles Coste      |
| 1949 Kopenhaga        | Knud Andersen           | Cyril Cartwright    | Aldo Gandini       |
| 1950 Liège            | Sidney Patterson        | Aldo Gandini        | Guido Messina      |
| 1951 Mediolan         | Mino De Rossi           | Raphaël Glorieux    | Guido Messina      |
| 1952 Paryż            | Piet van Heusden        | Mino De Rossi       | Loris Campana      |
| 1953 Zurych           | Guido Messina           | Loris Campana       | Daan de Groot      |
| 1954 Kolonia          | Leandro Faggin          | Peter Brotherton    | Norman Sheil       |
| 1955 Mediolan         | Norman Sheil            | Peter Brotherton    | Leandro Faggin     |
| 1956 Kopenhaga        | Ercole Baldini          | Leandro Faggin      | John Geddes        |
| 1957 Liège            | Carlo Simonigh          | Franco Gandini      | Ab Geldermans      |
| 1958 Paryż            | Norman Sheil            | Philippe Gaudrillet | Carlo Simonigh     |
| 1959 Amsterdam        | Rudi Altig              | Mario Vallotto      | Willy Trepp        |
| 1960 Lipsk            | Marcel Delattre         | Henk Nijdam         | Siegfried Köhler   |
| 1961 Zurych           | Henk Nijdam             | Jacob Oudkerk       | Marcel Delattre    |
| 1962 Mediolan         | Kaj Jensen              | Herman Van Loo      | Jacob Oudkerk      |
| 1963 Liège            | Jean Walschaerts        | Stanisław Moskwin   | Hugh Porter        |
| 1964 Paryż            | Tiemen Groen            | Herman Van Loo      | Jiří Daler         |
| 1965 San Sebastián    | Tiemen Groen            | Stanisław Moskwin   | Preben Isaksson    |
| 1966 Frankfurt        | Tiemen Groen            | Jiří Daler          | Giorgio Ursi       |
| 1967 Amsterdam        | Gerard Bongers          | Mogens Frey         | Jiří Daler         |
| 1968 Rzym             | Mogens Frey             | Xaver Kurmann       | Lorenzo Bosisio    |
| 1969 Antwerpia        | Xaver Kurmann           | Bernard Darmet      | Daniel Rébillard   |
| 1970 Leicester        | Xaver Kurmann           | Ian Hallam          | Wiktor Bykow       |
| 1971 Varese           | Martín Emilio Rodríguez | Josef Fuchs         | Giacomo Bazzan     |
| 1973 San Sebastián    | Knut Knudsen            | Herman Ponsteen     | Rupert Kratzer     |
| 1974 Montreal         | Hans Lutz               | Orfeo Pizzoferrato  | Thomas Huschke     |
| 1975 Liège            | Thomas Huschke          | Władimir Osokin     | Orfeo Pizzoferrato |
| 1977 San Cristóbal    | Norbert Dürpisch        | Uwe Unterwalder     | Daniel Gisiger     |
| 1978 Monachium        | Detlef Macha            | Norbert Dürpisch    | Uwe Unterwalder    |
| 1979 Amsterdam        | Nikołaj Makarow         | Maurizio Bidinost   | Alain Bondue       |
| 1981 Brno             | Detlef Macha            | Dainis Liepiņš      | Maurizio Bidinost  |
| 1982 Leicester        | Detlef Macha            | Rolf Gölz           | Mario Hernig       |
| 1983 Zurych           | Wiktor Kupowiec         | Bernd Dittert       | Dainis Liepiņš     |
| 1985 Bassano          | Wiaczesław Jekimow      | Gintautas Umaras    | Roland Günther     |
| 1986 Colorado Springs | Wiaczesław Jekimow      | Gintautas Umaras    | Dean Woods         |
| 1987 Wiedeń           | Gintautas Umaras        | Wiaczesław Jekimow  | Artūras Kasputis   |
| 1989 Lyon             | Wiaczesław Jekimow      | Jens Lehmann        | Steffen Blochwitz  |
| 1990 Maebashi         | Jewgienij Bierzin       | Walerij Batura      | Michael McCarthy   |
| 1991 Stuttgart        | Jens Lehmann            | Michael Glöckner    | Jan Bo Petersen    |

## Tabela medalowa
| Miejsce | Państwo           |   |   |    | Razem |
| ------- | ----------------- | - | - | -- | ----- |
| 1.      | Włochy            | 7 | 8 | 11 | 26    |
| 2.      | ZSRR              | 7 | 8 | 3  | 18    |
| 3.      | Holandia          | 6 | 3 | 3  | 12    |
| 4.      | NRD               | 5 | 4 | 5  | 14    |
| 5.      | Dania             | 3 | 2 | 3  | 8     |
| 6.      | Niemcy            | 3 | 2 | 2  | 7     |
| 7.      | Wielka Brytania   | 2 | 4 | 3  | 9     |
| 8.      | Francja           | 2 | 3 | 4  | 9     |
| 9.      | Szwajcaria        | 2 | 2 | 2  | 6     |
| 10.     | Belgia            | 1 | 3 | 0  | 4     |
| 11.     | Australia         | 1 | 0 | 1  | 2     |
| 12.     | Kolumbia          | 1 | 0 | 0  | 1     |
|         | Norwegia          | 1 | 0 | 0  | 1     |
| 14.     | Czechosłowacja    | 0 | 1 | 2  | 3     |
| 15.     | Urugwaj           | 0 | 1 | 0  | 1     |
| 16.     | Stany Zjednoczone | 0 | 0 | 1  | 1     |
|         | Szwecja           | 0 | 0 | 1  | 1     |